# Moulin Rouge
Moulin Rouge (francoska izgovorjava: [mulɛ̃ ʁuʒ]; dob. »Rdeči mlin«) je kabaret v Parizu, na Boulevard de Clichy, na Place Blanche, križišče in končna postaja Rue Blanche.
Leta 1889 sta Moulin Rouge soustanovila Charles Zidler in Joseph Oller, ki sta bila tudi lastnika pariške Olympie. Prvotno prizorišče je uničil požar leta 1915. Moulin Rouge je jugozahodno od Montmartra, v pariškem okrožju Pigalle na Boulevard de Clichy v 18. okrožju, na strehi ima rdeč mlin na veter. Najbližja podzemna postaja je Blanche.
Moulin Rouge je najbolj znan kot rojstni kraj sodobne oblike plesa kankan. Plesna revija can-can, ki so jo prvotno predstavile kurtizane, ki so delovale na tem mestu, kot zapeljiv ples, se je razvila v lastno obliko zabave in vodila do uvedbe kabaretov po vsej Evropi. Danes je Moulin Rouge turistična atrakcija, ki obiskovalcem z vsega sveta ponuja pretežno glasbeno plesno zabavo. Okras kluba še vedno vsebuje veliko romantike Fin-de-siècle Francije.

## Zgodovina
Belle Époque je bilo obdobje miru in optimizma, ki ga je zaznamoval industrijski napredek, posebno bogato kulturno razkošje pa je bilo prisotno ob odprtju Moulin Rougea. Svetovni razstavi leta 1889 in 1900 sta simbol tega obdobja.
Leta 1889 je bil zgrajen tudi Eifflov stolp, ki je poosebljal duh napredka skupaj s kulturno transgresivnim kabaretom. Na vrhuncu je bil tudi japonizem, umetniško gibanje, ki ga je navdihnil Orient, s Henrijem de Toulouse-Lautrecom kot njegovim najbolj briljantnim učencem. Montmartre, ki je v osrčju vse bolj prostranega in brezosebnega Pariza ohranil vaško boemsko vzdušje; praznovanja in umetniki, pomešani z užitkom in lepoto kot njihovimi vrednotami.

### Nastanek in zgodnji uspeh
6. oktobra 1889 se je Moulin Rouge odprl kot Jardin de Paris, kavarna-koncert na prostem, ob vznožju griča Montmartre. Njegov ustvarjalec Joseph Oller in njegov menedžer Charles Zidler sta bila mogočna poslovneža, ki sta razumela okuse javnosti. Namen je bil omogočiti zelo bogatim, da pridejo v barakarsko četrt v mondenem okrožju Montmartre. Ekstravagantno okolje - vrt je krasil ogromen slon - je omogočilo mešanje ljudi iz vseh družbenih slojev. Skozi Pariz so se trli delavci, domačini, umetniki, srednji sloj, poslovneži, elegantne ženske in tujci. Kabaret, ki sta ga Oller in Zidler poimenovala Prva palača žensk, je hitro postal velik uspeh. Sestavine za njegov uspeh pa:
- Revolucionarna arhitektura za avditorij, ki je omogočala hitre spremembe dekorja in kjer so se lahko vsi mešali;
- Praznični večeri s šampanjcem, kjer so ljudje plesali in se zabavali zaradi zabavnih nastopov, ki so se redno menjavali, kot je Le Pétomane;
- Nov ples, navdihnjen s kadriljo, ki postaja vse bolj priljubljena: Kankan, ki ga plesalci v žgečkajočih kostumih plešejo v besnem ritmu;
- Znane plesalke, katere zgodovina še pomni: la Goulue, Jane Avril, la Môme Fromage, Grille d'Egout, Nini Pattes en l'Air, Yvette Guilbert, Valentin le désossé in klovn Cha-U-Kao;
- Kraj, ki ga obožujejo umetniki, vključno s Toulouse-Lautrecom, čigar plakati in slike so Moulin Rougeu zagotovili hitro in mednarodno slavo.

### Največji trenutki
- Prva leta Moulin Rougea zaznamujejo ekstravagantne predstave, ki jih je navdihnil cirkus, in še vedno znane atrakcije, kot je Pétomane. Koncertni plesi so bili organizirani vsak dan ob 22. uri.
- 1886–1910: Footit in Chocolat, komično dejanje belega avtoritarnega klovna in temnopoltega trpečega Augusta, sta bila zelo priljubljena in sta se pogosto pojavljala na plakatu Moulin Rouge.
- 19. april 1890: 1. ocena, Circassiens et Circassiennes.
- 26. oktober 1890: valižanski princ, bodoči Edvard VII. Britanski, ki je bil na zasebnem obisku v Parizu, je rezerviral mizo za ogled te kadrile, katere sloves je že prestopil Rokavski preliv. Ko ga je La Goulue prepoznala, je z nogo v zraku in glavo v krilu spontano zaklicala »Hej, Wales, šampanjec zate!«.
- 1891: La Goulue: Toulouse-Lautrecov prvi plakat za Moulin Rouge.
- 1893: Bal des Quat'z'Arts je povzročil škandal s procesijo gole Kleopatre, obkrožene z mladimi golimi ženskami.
- 12. november 1897: Moulin Rouge je prvič zaprl svoja vrata zaradi pogreba svojega upravitelja in soustanovitelja Charlesa Zidlerja. Yvette Guilbert se mu je poklonila z besedami: »Imaš sposobnost ustvarjanja ljudskega užitka v najboljšem pomenu besede, subtilnega zabavanja množic, glede na status tistih, ki jih je treba zabavati«.
- 1900: obiskovalci z vsega sveta, ki jih je pritegnila Svetovna razstava, se zgrinjajo v Moulin Rouge. To je Parizu prineslo sloves mesta dekadentnega užitka. V mnogih drugih državah so posnemanja Moulin Rouges in Montmartres poskočila.

### Opereta in velike predstave
- Januar 1903: Moulin Rouge je ponovno odprt po prenovi in izboljšavah, ki jih je izvedel Édouard Niermans, najbolj »pariški« arhitekt Belle Époque (med drugimi deli je zasnoval brasserie Mollard, Casino de Paris, Folies Bergère v Parizu, Palace Hôtel v Ostendu v Belgiji, obnovil Hôtel du Palais v Biarritzu in ustanovil Hotel Negresco na Promenade des Anglais v Nici). Prvi aperitivni koncert, kjer se je elita modnega sveta srečala na večerji in predstavi v ambientu, ki je bil lepši in udobnejši od vseh, ki so obstajali drugje.
- Do prve svetovne vojne je Moulin Rouge postal pravi tempelj operete. Sledijo nadaljnje uspešne predstave: Voluptata, La Feuille de Vigne, le Rêve d'Egypte, Tais-toi tu m'affoles in številne druge, od katerih ima vsaka bolj evokativen naslov kot prejšnja.
- 3. januar 1907: med predstavo le Rêve d'Egypte si je Colette izmenjala poljube, ki so pokazali njeno povezavo z vojvodinjo Morny. Oddaja je bila ocenjena kot škandalozna in je bila prepovedana.
- 29. julij 1907: prvi nastop Mistinguett na odru Moulin Rougea v Revue de la Femme. Njen talent je bil takoj očiten. Naslednje leto je doživela velik uspeh z Maxom Dearlyjem v la Valse chaloupée.
- Mistinguett se je rodila v revščini in je bila nedvomno bistra. Želela je zgraditi svoje življenje in rekla: »Uboga predmestja, ni dovolj samo želja po odhodu. Imela sem talent: življenje. Vse ostalo je treba narediti, premisliti. Nisem si mogla dovoliti da bi bila lepa žival, sem morala misliti na vse«. Poslovna ženska brez primere je najprej pozorno poslušala, nato pa očarala. V celoti je živela za svojo umetnost in je gostovala po Evropi in ZDA.
- 9. april 1910: Nekdanja dvorna dama cesarice Eugénie se je udeležila predstave Revue Amoureuse v Moulin Rougeu. Bila je tako očarana nad zvestim poustvarjanjem slovesnosti ob vrnitvi vojakov iz Italije, da se ni mogla zadržati, da ne bi zaklicala »Naj živi cesarica!«
- 27. februar 1915: Moulin Rouge je uničil požar.
- 1925: Ponovno odprtje prenovljenega Moulin Rougea.

### Po Mistinguett
- 1929: Mistinguett se umakne z odrov in zapusti Moulin Rouge.
- Po njenem odhodu se plesna dvorana spremeni v najbolj ultramoderni nočni klub tistega časa.
- junij – avgust 1929: revija Lew Lesliejeve Blackbirds z jazzovsko pevko in zvezdo Broadwaya Adelaide Hall[6] v glavni vlogi s četo sto temnopoltih umetnikov ob spremljavi Jazz Plantation Orchestra se začne v Moulin Rougeu in postane uspešnica sezona.[7]
- 1937: Cotton Club, ves besen v New Yorku, se uprizori v Moulin Rougeu; pojavijo se tudi Ray Ventura in njegovi kolegi.
- 1939-1945 Druga svetovna vojna. Nemški okupacijski Vodnik arijcev šteje Moulin Rouge med obvezne obiske v Parizu.[8] Njegove znamenite odrske predstave so se nadaljevale za okupacijske čete, ki jih omenjajo različne avtobiografije nemških častnikov, kot so Ernst Jiinger, Gerhard Heller in drugi.[9] Nemci so uporabili geslo »Vsakdo enkrat v Parizu«, da bi svojim vojakom zagotovili »rekreacijske obiske« v Parizu.[10] Intenzivna prostitucija med okupacijo je naredila prostor za Loi de Marthe Richard (1946), ki je zaprl bordele in zmanjšal odrske predstave na plesne dogodke.
- 1944: nekaj dni po osvoboditvi Pariza Edith Piaf, ki je med drugo svetovno vojno pogosto nastopala na družabnih srečanjih in bordelih nemških sil in so jo mnogi imeli za izdajalko, ponovno nastopi v Moulin Rougeu, z Yvesom Montandom, novincem, izbranim za nastop z njo.

### Podaljšanje
- 22. junij 1951: Georges France, imenovan Jo France, ustanovitelj Balaja (rue de Lappe, Pariz), kupi Moulin Rouge in začne obsežna prenovitvena dela. Arhitektom Pierru Devinoyu, Bernardu de La Tour d'Auvergne in Marion Tournon-Branly je dal nalogo, da izboljšajo in opremijo nov avditorij. Dekor, ki si ga je zamislil Jo France in ga je v veliki meri realiziral Henri Mahé, eden najbolj modnih oblikovalcev dneva, je trajal in je še vedno na mestu.
- Večerni plesi, nastopi in slavni francoski kankan se vračajo v Moulin Rouge.
- 19. maj 1953: 25. Bal des Petits Lits Blancs, ki ga je organiziral romanopisec Guy des Cars, poteka v Moulin Rougeu v prisotnosti francoskega predsednika Vincenta Auriola; prvič na Evropski oder stopi  Bing Crosby. Večer pritegne 1200 umetnikov in zvezd z vsega sveta, vključno z Josephine Baker, ki poje J'ai deux amours.
- Med letoma 1951 in 1960 se pojavi vrsta znanih umetnikov: Luis Mariano, Charles Trénet, Charles Aznavour, Line Renaud, Bourvil, Fernand Raynaud, Lena Horne.
- 1955: Jo France prenese Moulin Rouge na brata Joseph in Louis Clérico, ki že imata Le Lido. Jean Bauchet postane direktor. Še vedno se izvaja slavni francoski kankan, ki ga bo kmalu koreografiral Ruggero Angeletti.
- 1957: Doris Haug  v Moulin Rougeu ustanovi skupino Doriss Girls. Sprva štiri dekleta, skupina se je sčasoma povečala na šestdeset.
- 1959: Moulin Rouge se preoblikuje z novimi kuhinjami.
- 1960 Revue Japonaise, ki je v celoti sestavljena iz japonskih umetnikov, lansira Kabuki na Montmartru.
- 1962: Jacki Clérico, sin Josepha Clérica, prevzame nadzor nad Moulin Rougeom. To je začetek nove dobe: Povečanje avditorija, postavitev velikanskega akvarija in prvi vodni balet

6. oktobra 2014 je Moulin Rouge praznoval 125. obletnico.
Ime in slog slavne pariške vzornice so posnemali številni drugi varieteji in diskoteke po svetu.

## Dokumentarni filmi
- Quadrille dansé par les étoiles du Moulin-Rouge 1,2&3 (1899–1902), Francija – produkcija Pathé (3 epizode po 20 minut)
- An Evening at the Moulin Rouge (1981), Réalisé par David Niles, produkcija HBO (dolžina: 60 min)
- Les Dessous du Moulin Rouge (2000), Réalisé par Nils Tavernier, produkcija Little Bear (dolžina: 52 min)
- Coulisses d'une revue, le Moulin Rouge (2001), režija par Philippe Pouchain in Yves Riou (dolžina: 60 min)
- Moulin Rouge Forever (2002), režija Philippe Pouchain in Yves Riou (dolžina: 55 min)
- Moulin Rouge : la restauration in Une vie de passion au Moulin Rouge. Dva dokumentarna filma sta na voljo s filmom Moulin Rouge Johna Hustona.
- Au cœur du Moulin Rouge (V središču Moulin Rougea) (2012), režija Marie Vabre, produkcija 3e Œil Productions (90 min).

Muzikal Moulin Rouge 2018! je priredba filma Baza Luhrmanna iz leta 2001.

## V literaturi
Leta 1950 objavljen biografski roman Moulin Rouge o življenju Henrija de Toulouse-Lautreca je bil prva uspešnica Pierra La Mureja in je bil posnet leta 1952.